# Slatina (Észak-plzeňi járás)
Slatina település Csehországban, a Észak-plzeňi járásban. Slatina Kožlany, Chříč, Holovousy és Šípy településekkel határos. Lakosainak száma 64 fő (2024. január 1.).

## Népesség
A település lakosságának változását az alábbi diagram mutatja:
| Lakosok száma | 229  | 240  | 222  | 119  | 100  | 80   | 64   | 61   | 59   | 64   |
|               | 1869 | 1890 | 1921 | 1950 | 1980 | 2001 | 2017 | 2019 | 2022 | 2024 |